# La Fermière
La Fermière (en español: La Granjera) es una fuente realizada por Alfred Laliberté entre 1914 y 1915. Está ubicada en la plaza Gennevilliers-Laliberté, frente al Mercado Maisonneuve, en Ontario Street, Mercier-Hochelaga-Maisonneuve, Montreal (Quebec, Canadá).

## Historia

### Construcción
El proyecto para la construcción de la fuente fue iniciado en 1914 por Marius Dufresne, ingeniero de Maisonneuve, ciudad anexada a Montreal en 1918. Dufresne presentó a las autoridades un programa de desarrollo en el que se preveía el levantamiento de un mercado público en el extremo norte del entonces aún no creado Boulevard Morgan, incluyéndose en el proyecto la instalación de una fuente monumental en la plaza situada frente al edificio donde se pudiesen apreciar diversas escenas ilustrativas de la vida cotidiana de un mercado sobre un gran recipiente curvo de granito iluminado con farolas y rodeado por un banco, aunque la fuente no estaba destinada a ser un mero motivo ornamental puesto que también tenía el cometido de suministrar agua potable al establecimiento. Dufresne elaboró los planos de la obra y estimó el coste tanto de la fuente como de las estatuas, encomendándose la ejecución al escultor Alfred Laliberté: 42  y siendo las esculturas realizadas por la fundición de Robert Mitchell (en la fabricación del monumento participaron también Joseph Brunet, de la empresa Les Ateliers Brunet, y Cement Products Co. of Canada). Con un valor de $20 660 (suma considerable para la época), la construcción de la fuente finalizó aproximadamente a finales del verano de 1915, aunque poco antes de que empezase el año ya se habían instalado la base del conjunto y varios de los surtidores de acuerdo con la edición del 4 de diciembre de 1914 del periódico canadiense La Patrie: «Alrededor de la fuente, descanse sobre el banco de piedra escuchando el canto de las gotas de agua que, de pie en sus verdes caparazones, las tortugas hacen saltar armoniosamente».: 42 

### Decadencia
Durante los primeros años de funcionamiento el mercado daba acogida anualmente en torno a 3000 granjeros, tenderos, carniceros, pescaderos y demás trabajadores de la industria alimentaria, lo que lo convirtió en el mercado más grande de Montreal. Ampliado en 1932, en 1962 el edificio se convirtió en la comisaría de policía, eliminándose parcialmente su propósito principal, mientras que en 1967 la administración municipal clausuró los puestos al aire libre que aún permanecían abiertos, no siendo hasta la década de 1980 cuando gracias a la petición de 7000 ciudadanos el ayuntamiento decidió devolver las instalaciones a su función original. Antes de que el mercado entrase en su etapa de decadencia la fuente ya había sufrido daños en varias de sus esculturas a causa del vandalismo además del robo de las nueve tortugas y las tres ranas que poseía el conjunto. Inoperativo durante un breve periodo de tiempo: 42  y seriamente vandalizado en 1949, el monumento sufriría en 1959 un cambio perjudicial con la demolición del banco y la retirada de las farolas, convirtiéndose el recipiente en un jardín al drenarse el agua y llenarse la cuenca de tierra, con la instalación a mayores de grandes bloques de granito frente a los pedestales de las estatuas ubicadas bajo la figura que corona el conjunto, cubierto a su vez en la base por una doble hilera de arbustos, todo lo cual dejó la estructura comprometida: 42–43  y rebajada a nivel artístico, circunstancia agravada por la costumbre entre los años 1950 y 2000 de dejar los vehículos estacionados en torno a ella.

### Restauración
En la década de 1990 se decidió restaurar la fuente para devolverla a su estado original, tarea para la que se tomaron como referencia dos fotografías: una tomada en 1949 y otra en 1914 en la que aparece la maqueta de la obra, esta última procedente de los archivos de Laliberté. La reconstrucción de las nueve tortugas y las tres ranas fue realizada mediante el vaciado a la cera perdida por parte de la empresa Amarger Conservation Inc., siendo las estatuas fundidas en el verano de 1995 por la compañía Atelier Du Bronze Inc., ubicada en Inverness, Nueva Escocia. Reinaugurada el 26 de octubre de 1995, el proceso de restauración requirió casi un año para su realización, debiendo ser las esculturas retiradas de sus pedestales con el fin de ser sometidas a un tratamiento de conservación destinado a devolverles su aspecto inicial así como a protegerlas de las agresiones atmosféricas y los daños provocados por el propio microclima de la fuente.: 43 

## Descripción
En 1923 Pierre-Georges Roy describió el monumento en los siguientes términos: 

Muy artística y de magnífico ritmo es la fuente monumental del mercado Maisonneuve. En el centro de una muy vasta cuenca circular se levanta un pedestal a 3 grados. En el de arriba, una granjera con un amplio sombrero de paja dobla la cadera bajo el peso de una canasta llena de verduras; bajo ella, tortugas; debajo tres grupos de jóvenes cargando animales: pavo, ternera y pescado.: 42 

La fuente, con unas medidas de 5,75 × 19 metros, se compone de un gran recipiente circular en cuyo centro se hallan dispuestas de forma triangular tres estatuas de bronce representativas de diversos personajes simbolizando el agua, la tierra y el aire: al este un niño desnudo aferrando un salmón entre sus brazos (agua); al oeste otro niño tirando de un ternero por una oreja (tierra); y al norte un niño sujetando un pavo el cual se debate ferozmente agitando sus alas (aire). El conjunto está coronado sobre un pedestal hexagonal de dos cuerpos por una figura femenina ataviada con ropas típicas del siglo xvii la cual sostiene una cesta con fruta y verduras, siendo esta escultura la que da nombre a la fuente. Por su parte, a los pies de la mujer destacan tres ranas y entre los dos cuerpos del pedestal tres tortugas las cuales fungen como surtidores al igual que las estatuas del salmón, el ternero y el pavo, hallándose de pie seis tortugas de mayor tamaño dispuestas por parejas en el recipiente y alrededor del conjunto escultórico las cuales cumplen así mismo la función de surtidores.

## Simbolismo
La fuente fue erigida en una época en que Montreal se hallaba inmersa en un proceso de desarrollo, con el éxodo rural en pleno apogeo, estando la obra estrechamente ligada a los valores tradicionales francocanadienses. El conjunto en sí constituye una fiel representación del nacionalismo así como un homenaje al sector de la agricultura y la vida campestre, característica entonces muy presente en el arte de Quebec, quedando patente el realismo y lo contemporáneo de la escena mostrada puesto que en ella se pueden contemplar escenas típicas de los mercados de la época y de la vida cotidiana de entonces. La figura femenina que corona la fuente, caracterizada por un aspecto maduro y maternal, representa por su parte a una destacada figura local: Louise Mauger, esposa de Pierre Gadoys, granjero que se instaló en Ville-Marie en 1648 y se hizo famoso por ser la primera persona de la ciudad en obtener, por parte de Paul Chomedey de Maisonneuve, una concesión de tierras (140 000 m²), siendo Mauger reconocida a su vez como la primera agricultora de Montreal y, por tanto, una de las pioneras de la colonia francesa allí asentada, con la fuente honrando su memoria y, en general, a todas las mujeres que contribuyeron al desarrollo de Quebec.
Pierre Gadoys cuenta también con un monumento, consistente en un pequeño trapecio de piedra en la plaza de Youville, instalado en 1992 con motivo del 350.º aniversario de Montreal. En la parte frontal se halla la siguiente inscripción:

C'EST D'ICI QUE,
LE 4 JANVIER 1648,
MAISONNEUVE DÉTERMINA LES
BORNES DE LA PREMIÈRE CONCESSION
ACCORDÉE À PIERRE GADOYS,
IL FIXAIT AINSI L'ORIENTATION
DES RUES DE LA FUTURE VILLE.
ES AQUÍ QUE,
EL 4 DE ENERO DE 1648,
 MAISONNEUVE DETERMINÓ LOS
LÍMITES DE LA PRIMERA CONCESIÓN
OTORGADA A PIERRE GADOYS,
FIJANDO ASÍ LA ORIENTACIÓN
DE LAS CALLES DE LA FUTURA CIUDAD.

Por su parte, en el lateral izquierdo consta la siguiente leyenda:

STÈLE ÉRIGÉE GRACE À
L'ORDRE DES ARPENTEURS-GÉOMÈTRES
DU QUÉBEC.
À L'ASSOCIATION DES DÉTAILLANTS
DE MONUMENTS DU QUÉBEC.
AUX ARCHIVES NATIONALES DU QUÉBEC.
AUX PRODUCTIONS D'AMÉRIQUE FRANÇAISE
ET AU GROUPE DE RECHERCHE DE RAYMOND DUMAIS. ARCHIVISTE.
ESTELA ERIGIDA GRACIAS A
LA ORDEN DE LOS AGRIMENSORES
DE QUEBEC.
A LA ASOCIACIÓN DE COMERCIANTES DE MONUMENTOS DE QUEBEC.
A LOS ARCHIVOS NACIONALES DE QUEBEC.
A LAS PRODUCCIONES DE AMÉRICA FRANCESA
Y AL GRUPO DE INVESTIGACIÓN DE RAYMOND DUMAIS. ARCHIVISTA.

## Legado
Considerada un objeto único en Montreal debido a que ningún otro mercado de la ciudad dispone de una fuente semejante,: 42  La Fermière, destacada por ser en su momento la obra más grande de Canadá en ser fundida en bronce además de la primera representación en Montreal de una persona común en vez de una figura histórica, es así mismo una de las piezas más importantes del catálogo de Laliberté ya que su fama le permitiría obtener con posterioridad varios otros encargos públicos. Con motivo de la exposición Artistas, arquitectos y artesanos. El arte canadiense de 1890 a 1918, celebrada del 8 de noviembre de 2013 al 17 de febrero de 2014, dos de las esculturas, el niño con el pavo y el niño con el salmón, fueron prestadas para su exhibición en la Galería Nacional de Canadá, en Ottawa, marcando la primera la entrada a la exposición y la segunda la salida de la misma.